# Dogali
Dògali, o Tedalì, è una località dell'Eritrea, posta a 102 m s.l.m. a circa 20 km da Massaua, nota per l'omonima battaglia del 26 gennaio 1887 tra la colonna del colonnello Tommaso De Cristoforis e gli abissini di ras Alula.
A Dogali si trova una stazione ferroviaria, fiancheggiata da palme, costruita dagli italiani nel 1887-88.
Nei pressi scorre il torrente stagionale del Desset e da qui partiva un acquedotto, costruito nel 1914, che portava l'acqua a Massaua. Sull'altra sponda del torrente si trova una collina alta 174 m s.l.m., sulla quale si trova un monumento ai caduti dello scontro citato.